# Venusticrus glandurus
Venusticrus glandurus är en kräftdjursart som beskrevs av Gardiner 1975. Venusticrus glandurus ingår i släktet Venusticrus och familjen Neotanaidae. Inga underarter finns listade i Catalogue of Life.